# Esqui alpino nos Jogos Paralímpicos de Inverno de 2014
As competições de esqui alpino nos Jogos Paralímpicos de Inverno de 2014 foram sendo realizadas no Centro de Esqui Alpino Rosa Khutor, na Clareira Vermelha, em Sóchi, entre os dias 8 e 16 de março.

## Calendário
| Março        | 8 | 9 | 10 | 11 | 12 | 13 | 14 | 15 | 16 |
| ------------ | - | - | -- | -- | -- | -- | -- | -- | -- |
| Esqui alpino | 6 | 3 | 3  | 6  |    | 3  | 3  | 3  | 3  |

|  | Dia de competição |  | Dia de final |

## Programação
Horário local (UTC+4).
| Data        | Hora  | Evento                    |
| ----------- | ----- | ------------------------- |
| 8 de março  | 10:00 | Downhill feminino         |
| 8 de março  | 10:50 | Downhill masculino        |
| 9 de março  | 10:00 | Super-G masculino         |
| 10 de março | 10:00 | Super-G feminino          |
| 11 de março | 9:30  | Super combinado feminino  |
| 11 de março | 10:25 | Super combinado masculino |
| 11 de março | 15:30 | Super combinado feminino  |
| 11 de março | 16:10 | Super combinado masculino |
| 13 de março | 16:00 | Slalom masculino          |
| 13 de março | 19:00 | Slalom masculino          |
| 14 de março | 10:00 | Snowboard cross masculino |
| 14 de março | 10:00 | Snowboard cross feminino  |
| 14 de março | 16:00 | Slalom feminino           |
| 14 de março | 19:00 | Slalom feminino           |
| 15 de março | 9:30  | Slalom gigante masculino  |
| 15 de março | 13:00 | Slalom gigante masculino  |
| 16 de março | 9:30  | Slalom gigante feminino   |
| 16 de março | 13:00 | Slalom gigante feminino   |

## Medalhistas
Masculino
| Evento                   | Evento              | Ouro                                                            | Prata                                                           | Bronze                                                                |
| ------------------------ | ------------------- | --------------------------------------------------------------- | --------------------------------------------------------------- | --------------------------------------------------------------------- |
| Downhill detalhes        | Atletas sentados    | Akira Kano JPN Japão                                            | Josh Dueck CAN Canadá                                           | Takeshi Suzuki JPN Japão                                              |
| Downhill detalhes        | Atletas em pé       | Markus Salcher AUT Áustria                                      | Alexey Bugaev RUS Rússia                                        | Vincent Gauthier-Manuel FRA França                                    |
| Downhill detalhes        | Deficientes visuais | Jon Santacana Maiztegui Guia: Miguel Galindo Garces ESP Espanha | Miroslav Haraus Guia: Maros Hudik SVK Eslováquia                | Mac Marcoux Guia: Robin Femy CAN Canadá                               |
| Super-G detalhes         | Atletas sentados    | Akira Kano JPN Japão                                            | Taiki Morii JPN Japão                                           | Caleb Brousseau CAN Canadá                                            |
| Super-G detalhes         | Atletas em pé       | Markus Salcher AUT Áustria                                      | Matthias Lanzinger AUT Áustria                                  | Alexey Bugaev RUS Rússia                                              |
| Super-G detalhes         | Deficientes visuais | Jakub Krako Guia: Martin Motyka SVK Eslováquia                  | Mark Bathum Guia: Cade Yamamoto USA Estados Unidos              | Mac Marcoux Guia: Robin Femy CAN Canadá                               |
| Slalom gigante detalhes  | Atletas sentados    | Christoph Kunz SUI Suíça                                        | Corey Peters NZL Nova Zelândia                                  | Roman Rabl AUT Áustria                                                |
| Slalom gigante detalhes  | Atletas em pé       | Vincent Gauthier-Manuel FRA França                              | Alexey Bugaev RUS Rússia                                        | Akira Kano JPN Japão                                                  |
| Slalom gigante detalhes  | Deficientes visuais | Mac Marcoux Guia: Robin Femy CAN Canadá                         | Jakub Krako Guia: Martin Motyka SVK Eslováquia                  | Valerii Redkozubov Guia: Evgeny Geroev RUS Rússia                     |
| Super Combinado detalhes | Atletas sentados    | Josh Duek CAN Canadá                                            | Heath Callum RUS Rússia                                         | Roman Rabl AUT Áustria                                                |
| Super Combinado detalhes | Atletas em pé       | Alexey Bugaev RUS Rússia                                        | Matthias Lanzinger AUT Áustria                                  | Toby Kane AUS Austrália                                               |
| Super Combinado detalhes | Deficientes visuais | Valerii Redkozubov Guia: Evgeny Geroev RUS Rússia               | Mark Bathum Guia: Cade Yamamoto USA Estados Unidos              | Gabriel Juan Gorce Tepes Guia: Josep Arnau Ferrer Ventura ESP Espanha |
| Slalom detalhes          | Atletas sentados    | Takeshi Suzuki JPN Japão                                        | Philip Bonadimann AUT Áustria                                   | Roman Rabl AUT Áustria                                                |
| Slalom detalhes          | Atletas em pé       | Alexey Bugaev RUS Rússia                                        | Vicent Gauthier-Manuel FRA França                               | Alexander Alyabev RUS Rússia                                          |
| Slalom detalhes          | Deficientes visuais | Valerii Redkozubov Guia: Evgeny Geroev RUS Rússia               | Jon Santacana Maiztegui Guia: Miguel Galindo Garces ESP Espanha | Mac Marcoux Guia: Robin Femy CAN Canadá                               |
| Snowboard cross detalhes | Atletas em pé       | Evan Strong USA Estados Unidos                                  | Michael Shea USA Estados Unidos                                 | Keith Gabel USA Estados Unidos                                        |

Feminino
| Evento                   | Evento              | Ouro                                                     | Prata                                                   | Bronze                                                   |
| ------------------------ | ------------------- | -------------------------------------------------------- | ------------------------------------------------------- | -------------------------------------------------------- |
| Downhill detalhes        | Atletas sentadas    | Anna Schaffelhuber GER Alemanha                          | Alana Nichols USA Estados Unidos                        | Laurie Stephens USA Estados Unidos                       |
| Downhill detalhes        | Atletas em pé       | Marie Bochet FRA França                                  | Inga Medvedeva RUS Rússia                               | Allison Jones USA Estados Unidos                         |
| Downhill detalhes        | Deficientes visuais | Henrieta Farkasova Guia: Natalia Subrtova SVK Eslováquia | Jade Etherington Guia: Caroline Powell GBR Grã-Bretanha | Aleksandra Frantceva Guia: Pavel Zabotin RUS Rússia      |
| Super-G detalhes         | Atletas sentadas    | Anna Schaffelhuber GER Alemanha                          | Claudia Losch AUT Áustria                               | Laurie Stephens USA Estados Unidos                       |
| Super-G detalhes         | Atletas em pé       | Marie Bochet FRA França                                  | Andrea Roitfus GER Alemanha                             | Stephanie Jallen USA Estados Unidos                      |
| Super-G detalhes         | Deficientes visuais | Kelly Galagher Guia: Charlote Evans GBR Grã-Bretanha     | Aleksandra Frantceva Guia: Pavel Zabotin RUS Rússia     | Jade Etherington Guia: Caroline Powell GBR Grã-Bretanha  |
| Slalom gigante detalhes  | Atletas sentadas    | Anna Schaffelhuber GER Alemanha                          | Claudia Loesch AUT Áustria                              | Anna-Lena Forster GER Alemanha                           |
| Slalom gigante detalhes  | Atletas em pé       | Marie Bochet FRA França                                  | Andrea Roitfus GER Alemanha                             | Solène Jambaqué FRA França                               |
| Slalom gigante detalhes  | Deficientes visuais | Henrieta Farkasova Guia: Natalia Subrtova SVK Eslováquia | Aleksandra Frantceva Guia: Pavel Zabotin RUS Rússia     | Jessica Gallagher Guia: Christian Geiger AUS Austrália   |
| Super Combinado detalhes | Atletas sentadas    | Anna Schaffelhuber GER Alemanha                          | Anna-Lena Forster GER Alemanha                          | Não houve medalhista                                     |
| Super Combinado detalhes | Atletas em pé       | Marie Bochet FRA França                                  | Andrea Roithfus GER Alemanha                            | Stephanie Jallen USA Estados Unidos                      |
| Super Combinado detalhes | Deficientes visuais | Aleksandra Frantceva Guia: Pavel Zabotin RUS Rússia      | Jade Etherington Guia: Caroline Powell GBR Grã-Bretanha | Daniele Umsteaad Guia: Robert Umstead USA Estados Unidos |
| Slalom detalhes          | Atletas sentados    | Anna Schaffelhuber GER Alemanha                          | Anna-Lena Forster GER Alemanha                          | Kimberly Joines CAN Canadá                               |
| Slalom detalhes          | Atletas em pé       | Andrea Roithfus GER Alemanha                             | Inga Medvedeva RUS Rússia                               | Petra Smarzova SVK Eslováquia                            |
| Slalom detalhes          | Deficientes visuais | Aleksandra Frantceva Guia: Pavel Zabotin RUS Rússia      | Jade Etherington Guia: Caroline Powell GBR Grã-Bretanha | Henrieta Farkasova Guia: Natalia Subrtova SVK Eslováquia |
| Snowboard cross detalhes | Atletas em pé       | Bibian Mentel-Spee NED Países Baixos                     | Cécile Hernandez Ep Cervellon FRA França                | Amy Purdy USA Estados Unidos                             |

## Quadro de medalhas
| Ordem | País               | Medalha de ouro | Medalha de prata | Medalha de bronze |    |
| ----- | ------------------ | --------------- | ---------------- | ----------------- | -- |
| 1     | RUS Rússia         | 6               | 6                | 4                 | 16 |
| 2     | GER Alemanha       | 6               | 4                | 1                 | 11 |
| 3     | FRA França         | 5               | 3                | 2                 | 9  |
| 4     | SVK Eslováquia     | 3               | 1                | 2                 | 6  |
| 5     | JPN Japão          | 3               | 1                | 1                 | 5  |
| 6     | AUT Áustria        | 2               | 5                | 4                 | 10 |
| 7     | CAN Canadá         | 2               | 1                | 5                 | 8  |
| 8     | USA Estados Unidos | 1               | 5                | 8                 | 14 |
| 9     | GBR Grã-Bretanha   | 1               | 3                | 1                 | 5  |
| 10    | ESP Espanha        | 1               | 1                | 1                 | 3  |
| 11    | NED Países Baixos  | 1               |                  |                   | 1  |
|       | SUI Suíça          | 1               |                  |                   | 1  |
| 13    | NZL Nova Zelândia  |                 | 1                |                   | 1  |
| 14    | AUS Austrália      |                 |                  | 2                 | 2  |
| TOTAL | TOTAL              | 32              | 32               | 31                | 95 |